# Гіпогонадизм
Гіпогонадизм — синдром, який характеризується гіпофункцією статевих залоз (гонад). Патологічні зміни спричинює зниження рівня вироблення статевих гормонів.
Характерними ознаками гіпогонадизму є недорозвинення органів репродуктивної системи. Ці аномалії часто супроводжують захворювання серцево-судинної системи та патології кісткової тканини. Зазвичай синдром порушує метаболізм ліпідів і протеїнів, що провокує виснаження або ожиріння.

## Чоловічий гіпогонадизм
Гіпогонадизм у чоловіків — стан, при якому спостерігається зниження вироблення і дефіцит чоловічого статевого гормону тестостерону в організмі. Патологія зустрічається вкрай рідко і характеризується відсутністю вторинних статевих ознак, безпліддям, м'язовими виснаженням та іншими аномаліями.
Поширеність захворювання залежить від причини його розвитку. Так, найбільший ризик виникнення патології спостерігається при ожирінні першого ступеня — 25-30 %, причому показник підвищується в залежності від набутих зайвих кілограмів. Гіпогонадизм також зустрічається у чоловіків з цукровим діабетом 2-го типу — 17 % і синдромом Каллмана — у 1 з 5000. Майже у 50 % літніх чоловіків з низьким рівнем тестостерону симптоми відсутні.
Розвиток первинного гіпогонадизму часто обумовлений дисфункцією яєчок на тлі патологічних змін на тканинному рівні. Гіпоплазія (недорозвинення) або аплазія є наслідком хромосомних порушень. Патологія проявляється різким дефіцитом або повною відсутністю вироблення тестостерону, внаслідок чого порушується формування первинних і вторинних статевих ознак.

### Патологічні стани, що супроводжують вроджений первинний гіпогонадизм
- гіпоплазія тестикул;
- неопущення яєчок в калитку;
- несправжній гермафродитизм (несприйнятливість тканин до чоловічих статевих гормонів);
- деякі генетичні захворювання.

Вторинний гіпогонадизм пов'язаний з патологічними змінами в структурі гіпофіза або відділів гіпоталамуса, що відповідають за регуляцію функцій гіпофіза. Він також може бути вродженим або набутим.

### Патологічні стани, що спричинюють набутий вторинний гіпогонадизм
- пухлинні новоутворення тестикул;
- травматичні пошкодження тестикул (зокрема в ході хірургічних втручань);
- помилковий синдром Клайнфельтера.

## Гіпогонадизм у жінок
Розвиток синдрому у жінок обумовлений зниженням функціональної активності яєчників.
Первинний гіпогонадизм у жінок викликаний ранніми структурними порушеннями органів репродукції — гіпоплазією яєчників у ембріональному періоді або пошкодженням тканини незабаром після появи дівчинки на світ. Вкрай малий вміст естрогенів викликає недорозвинення органів репродуктивної системи та молочних залоз, а також призводить до первинної аменореї. При істотній дисфункції яєчників у допубертатному періоді майже не розвиваються вторинні статеві ознаки.

### Причини первинної форми синдрому
- вроджена гіпоплазія;
- деякі інфекційні захворювання;
- полікістоз яєчників;
- хірургічне видалення яєчників;
- радіаційне ураження;
- генетично зумовлені порушення;
- аутоімунні процеси.

Вторинний різновид синдрому спричинюють порушення з боку гіпоталамо-гіпофізарної системи. Як наслідок — припиняється утворення і виділення гонадотропінів (гормонів, що відповідають за регуляцію функцій яєчників) або спостерігається їх різкий дефіцит.

### Можливі причини вторинного жіночого гіпогонадизму
- пухлини мозку, що впливають на гіпофіз і/або гіпоталамус;
- інфекційні та запальні захворювання головного мозку.

Розвиток синдрому в пубертатному періоді або по його закінченню призводить до атрофії тканин органів репродуктивної системи і припинення менструацій. Синдром є частою причиною того, що жінка не може завагітніти.

## Лікування гіпогонадизму
Базовим методом, який застосовується при лікуванні синдрому, є замісна терапія. Вона передбачає призначення пацієнту гормональних препаратів.
Консервативне лікування гіпогонадизму в хлопчиків і чоловіків — в компетенції спеціалістів-андрологів, у жінок патологією займаються гінекологи-ендокринологи.
Терапевтична тактика при гіпогонадизмі в кожному конкретному випадку суто індивідуальна. Лікар обов'язково враховує форму патології, вік пацієнта, наявність супутніх захворювань. Головним завданням терапії є запобігання відставанню в статевому дозріванні, а також профілактика безпліддя і злоякісного переродження яєчок.
Згідно з показаннями проводиться хірургічне втручання. Оперативне лікування наслідків гіпогонадизму може включати трансплантацію тестикул, протезування яєчка (з метою усунення косметичного дефекту), а також пластику пеніса при його недорозвиненості.
Лікування первинного різновиду синдрому в жінок передбачає призначення етинілестрадіолу, а також протизаплідних таблеток, що містять гестагени та естрогени.